# Братолюбовка (Херсонская область)
Братолюбовка (укр. Братолюбівка) — село в Константиновской сельской общине Каховского района Херсонской области Украины. В 2022 году, во время вторжения России на Украину, село было захвачено. На данный момент находится под оккупацией ВС РФ.
Население по переписи 2001 года составляло 341 человек. Почтовый индекс — 74631. Телефонный код — 5544. Код КОАТУУ — 6522683002.